# Seram (manutention)
Pour les articles homonymes, voir Seram (homonymie).

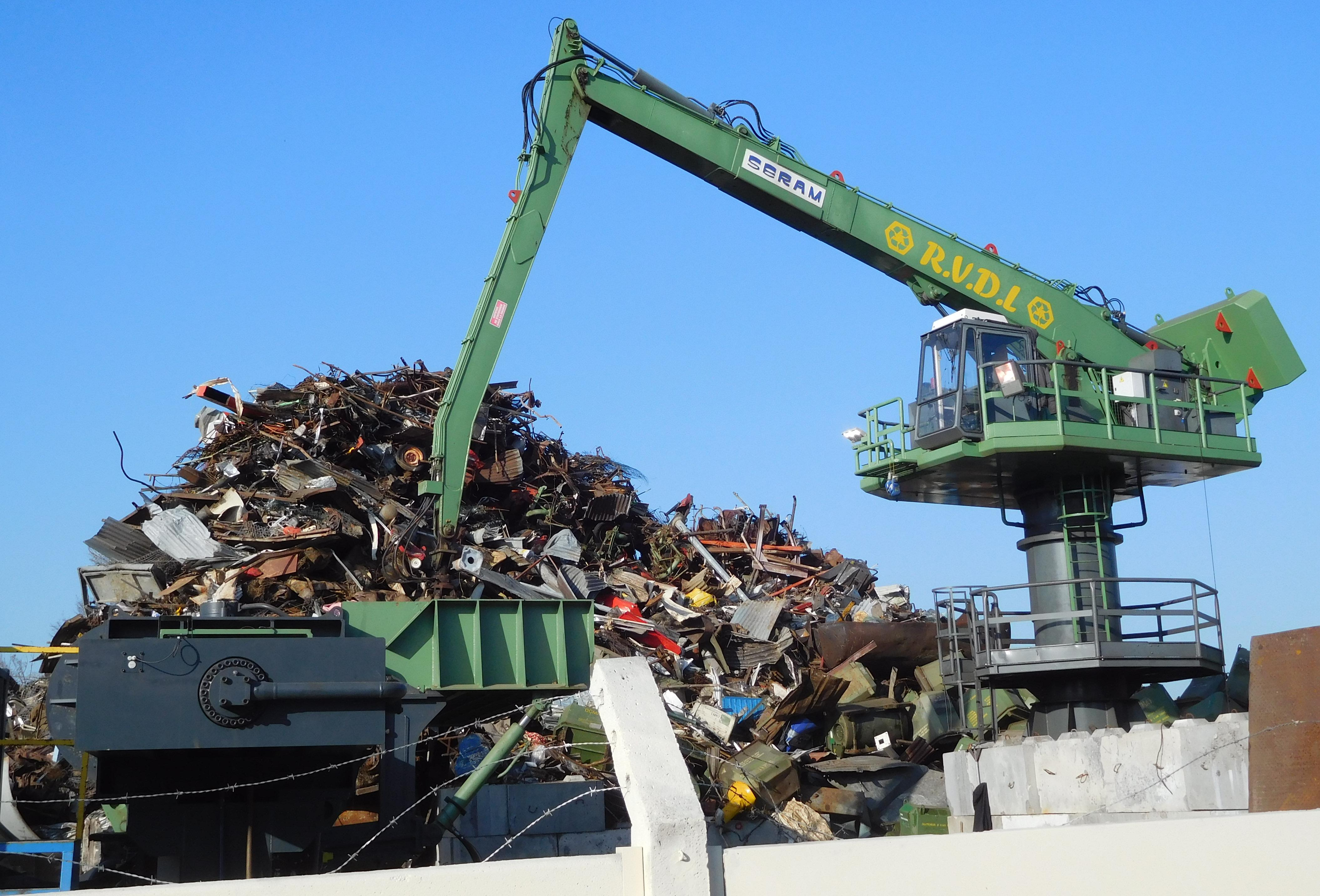
Grue équilibrée Seram.

Seram est une entreprise française, créée en 1973, leader mondial de la conception et de la construction de grues hydrauliques équilibrées grâce à son brevet unique.
Outre les grues, Seram conçoit, fabrique et commercialise des convoyeurs à tabliers métalliques, notamment des grues de grande dimension.

## Historique (et structures juridiques successives)
La société Seram Environnement (442-073-995) est placée en liquidation judiciaire le 5 novembre 2008, en liquidation judiciaire simplifiée le 21 janvier 2009, clôturée et radiée le 26 janvier 2011.
La société Seram (première), créée le 19 octobre 2010, est placée en redressement judiciaire le 1er avril 2009, obtient un plan de continuation le 29 septembre 2009 mais est radiée le 16 juin 2011.
La société Seram (seconde) est placée en redressement judiciaire le 2 avril 2014, cédée le 15 avril 2014, placée en liquidation judiciaire le 24 février 2016, clôturée le 29 juin 2016 et radiée le 29 octobre 2015.
L'entreprise est reprise par le groupe Derichebourg, son principal client, qui crée Seram (actuelle).
Trois repreneurs sont candidats à la reprise, mais après l'examen des dossiers par le tribunal de commerce de Perpignan, l'offre de Derichebourg est retenue.
Le nouvel actionnaire s'engage à conserver les 49 emplois. La Seram continue son activité et devient une filiale de Derichebourg Environnement, un groupe international spécialisé dans le recyclage et la collecte de déchets,.
En décembre 2016, Derichebourg revend le spécialiste des grues à ferrailles à la société Sémis, elle-même spécialisée dans la fabrication, la réparation et la vente de grues équilibrées. Basées à Perpignan, les sociétés Sémis et Seram sont à 12 km l’une de l’autre.